# 李明相
李明相，中華民國（台灣）醫師、政治人物，曾任屏東縣醫師公會理事長，後代表中國國民黨在台灣省第五選區（高高屏澎）當選為第一屆第三次增額立法委員。